# Caroline Kaart
Caroline Kaart, geboren als Caroline Paterson Raitt (Blackness (Schotland), 21 december 1931 – Laren NH, 15 september 2020), was een opera-zangeres van Schotse afkomst, presentatrice en zanglerares. Tijdens haar huwelijk met Willy van Hemert stond ze bekend als Caroline van Hemert.

## Biografie
Op 23 augustus 1957 trouwde ze in Edinburgh met de elf jaar oudere Nederlandse tenor en toneelspeler Hans Kaart. Deze overleed in juni 1963 onder narcose tijdens een ooroperatie in Lugano, Zwitserland. Het echtpaar woonde toen in Giubiasco.
Kaart verkocht na het overlijden van haar man haar Zwitserse woning en kwam voorgoed in Nederland wonen. Ze ging er een muzikaal televisieprogramma presenteren, genaamd Een liedje met Caroline, waarbij zij aan de piano werd begeleid door Cor Lemaire. Het programma werd geregisseerd door Willy van Hemert met wie ze in 1969 is getrouwd. Acht jaar later, in 1977, is ze van hem gescheiden, waarna ze weer de naam van haar eerste man ging voeren.
Als zangeres bleek zij zeer veelzijdig. Haar stem hield het midden tussen mezzosopraan en alt. Ze heeft opgetreden in de Royal Albert Hall tijdens een jubileumconcert voor koningin Elizabeth II, maar ze heeft ook in musicals meegespeeld, zoals Amerika Amerika (1982) van Jos Brink, waarin ze de rol van Rea de Vries-Rafalowitz speelde, en in 2002 in Blijvend applaus, waarin ze de rol speelde van Cecily. Ook stond ze erom bekend dat ze graag optrad met diverse koren, zowel kerk- als zeemanskoren.
Daarnaast was ze jarenlang de vaste presentatrice van het populaire radioprogramma Klassiek met Caroline voor de AVRO op Radio 4. Dit deed ze samen met Joop Stokkermans, die haar met zacht pianospel begeleidde terwijl zij haar aankondigingen deed. In 2002 werd ze na 23 jaar door de AVRO, zeer tegen haar zin, vervangen.
Ze hield zich nog bezig met het geven van zangles. In haar voormalige woonplaats Blaricum is de Stichting Caroline Kaart gevestigd, die de beoefening van podiumkunst bevordert. In 1982 werd ze ridder in de Orde van Oranje-Nassau. Caroline Kaart overleed in 2020 in het Rosa Spier Huis in Laren.